# 42 a.C.
Il 42 a.C. (XLII a.C. in numeri romani) è un anno  del I secolo a.C.

## Eventi
- Secondo anno bisestile secondo il Calendario giuliano;
- 3 ottobre e 23 ottobre - Prima e seconda Battaglia di Filippi (Macedonia): Ottaviano e Marco Antonio sconfiggono i congiurati che hanno assassinato Cesare, Bruto e Cassio;
- Virgilio inizia la stesura delle Bucoliche ultimate nel 39 a.C.;
- Nuceria Alfaterna cambia nome e diventa Nuceria Costantia;
- Il secondo triumvirato impone alle matrone romane più ricche una tassa per colmare le spese militari. Le donne chiedono ad Ortensia (una delle poche oratrici donna dell'Antica Roma, insieme ad Afrania) di perorare la loro causa: la donna riesce a far cancellare la pesante tassa.[1]
- dopo la battaglia di Filippi, Ottaviano e Marco Antonio si spartirono i territori della Repubblica romana, annettendo all'Italia romana la Gallia cisalpina, fino a quel momento provincia romana.

## Nati
- 16 novembre - Tiberio, militare e imperatore romano († 37)
- Marco Claudio Marcello, politico e militare romano († 23 a.C.)

## Morti
- 3 ottobre - Gaio Cassio Longino, politico romano
- 23 ottobre - Marco Giunio Bruto, politico, oratore e filosofo romano
- Gaio Antonio, politico romano (n. 82 a.C.)
- Marco Porcio Catone, politico romano
- Marco Livio Druso Claudiano, politico romano
- Pacuvio Antistio Labeone, giurista e politico romano
- Quinto Ortensio Ortalo, politico romano
- Porzia, nobildonna romana
- Publio Servilio Casca, romano
- Lucio Tillio Cimbro, politico romano